# YouTube Music
YouTube Music — музыкальный стриминговый сервис американской видеоплатформы YouTube. Позволяет прослушивать песни и альбомы, загруженные на YouTube музыкантами, лейблами и обычными пользователями, а также подкасты (как уже загруженные на YouTube, так и из внешних источников). В YouTube Music можно найти клипы, альбомы, синглы, ремиксы, записи живых выступлений и кавер-версии песен разных исполнителей. В сервисе также представлены плейлисты, собранные по жанрам и настроению.
YouTube Music доступен в бесплатной и платной версии. Платная версия YouTube Music Premium позволяет слушать музыку без рекламы и в фоновом режиме вместе с возможностью скачивания на мобильное устройство.
С 1 декабря 2020 года YouTube Music является основным стриминговым брендом Google, заменившим сервис Google Play Music.

## История
Приложение YouTube Music было представлено в октябре 2015 года, его релиз состоялся одновременно с запуском подписки YouTube Premium, охватывающего всю платформу YouTube, включая приложение Music. Хотя приложение и дублировало уже существующую подписку Google Play Music All Access, YouTube Music все же была предназначена для пользователей, которые в основном слушают музыку через YouTube.
17 мая 2018 года YouTube анонсировал новую версию сервиса YouTube Music, включающую веб-плеер для настольных компьютеров и переработанное мобильное приложение, более динамичные рекомендации на основе различных факторов и использование технологий искусственного интеллекта Google для поиска песен на основе текстов и описаний. Кроме того, YouTube Music стала отдельной подпиской (позиционируемой как более прямой конкурент Apple Music и Spotify), предлагающей потоковое воспроизведение музыкального контента YouTube без рекламы и в фоновом режиме, а также его загрузку для офлайн-воспроизведения. Преимущества сервиса по-прежнему остаются доступными в рамках существующей подписки YouTube Premium (ранее YouTube Red) и для подписчиков Google Play Music All Access.
18 июня 2018 года сервис был официально запущен в России и 11 других странах вместе с подпиской YouTube Premium. Стоимость подписки YouTube Music Premium в РФ составила 169 рублей в месяц.
10 марта 2022 года Google объявила о «приостановке платёжной системы Google Play для пользователей в России». Все действующие подписки будут отключены перед их следующим предполагаемым продлением.

## Функции
YouTube Music предлагает доступ к множеству релизов популярных исполнителей и классифицированным как музыкальные видео на сервисе.
Изначально YouTube Music работал параллельно с Google Play Music, но последний был закрыт в декабре 2020 года. Менеджер по продуктам Элиас Роман заявил в 2018 году, что они стремились достичь паритета функций с Google Play Music, но по состоянию на 2024 год этого достигнуто не было.
В феврале 2023 года YouTube Music запустил Radio Builder, бесплатный сервис для создания пользовательской радиостанции.
В апреле 2023 года в сервис были добавлены подкасты.

### Подписки
Бесплатный уровень воспроизводит песни в их клиповой версии, где это возможно. В премиум-режиме воспроизводятся официальные треки альбома, если только пользователь не будет искать видеоверсию. Подписчики YouTube Music Premium и YouTube Premium могут переключиться в режим воспроизведения только аудио, который может работать в фоновом режиме, пока приложение не используется. Бесплатный уровень позволяет использовать аудиорежим с фоновым воспроизведением только при проигрывании подкастов и композиций из личной библиотеки пользователя.
У YouTube Music Premium и YouTube Premium есть индивидуальные и семейные тарифные планы. Семейный план позволяет разделить доступ к возможностям подписки шести членам семьи из одного домохозяйства. Студенты, соответствующие требованиям, могут получить скидку на индивидуальный тарифный план.
| Тариф         | Реклама     | Перемотка и пропуск композиций | Офлайн-режим                                                        | Воспроизведение в фоне                                              | Качество аудио                                                       |
| ------------- | ----------- | ------------------------------ | ------------------------------------------------------------------- | ------------------------------------------------------------------- | -------------------------------------------------------------------- |
| Бесплатный    | Есть        | Да                             | Только при проигрывании подкастов и композиций из личной библиотеки | Только при проигрывании подкастов и композиций из личной библиотеки | 32, 48, 64, 128 кбит/с OPUS 32, 48 кбит/с HE-AAC, 128 кбит/с AAC     |
| Music Premium | Отсутствует | Да                             | Да                                                                  | Да                                                                  | Все преимущества бесплатного тарифа, включая качество 256 кбит/с AAC |